# Gustavo Matosas Paidón
Gustavo Cristian Matosas Paidón (Buenos Aires, 27 de maig de 1967) és un exfutbolista internacional i actual entrenador argentí-uruguaià.
Va començar la seva carrera jugant en el Peñarol entre els anys (1985-1989). L'estiu de 1989 va ser fitxat pel CD Málaga, de primera divisió espanyola. Al club andalús, Matosas va disposar de diverses oportunitats en les dues campanyes que hi va passar. Després va marxar als argentins San Lorenzo de Almagro i Racing de Avellaneda i al brasiler Sao Paulo.
El 1994 va tornar a la lliga espanyola, primer a la UE Lleida i a l'any següent al Reial Valladolid, on va jugar al voltant d'una quinzena de partits. El 1995 torna a Brasil, a les files de l'Atlético Paranaense i del Goias EC. La seua carrera com a jugador finalitza amb l'etapa xinesa: del 98 al 2000 hi milita al Tianjin Teda FC.
Una vegada penjades les botes, passa al camp tècnic. Primer al capdavant de diversos equips de l'Uruguai, com ara Rampla Juniors, Plaza Colónia o Danubio FC. El 2007 fitxa pel Peñarol, però només aguanta un any abans de ser cessat del càrrec.